# Референдум про незалежність Придністровської Молдавської Республіки (2006)

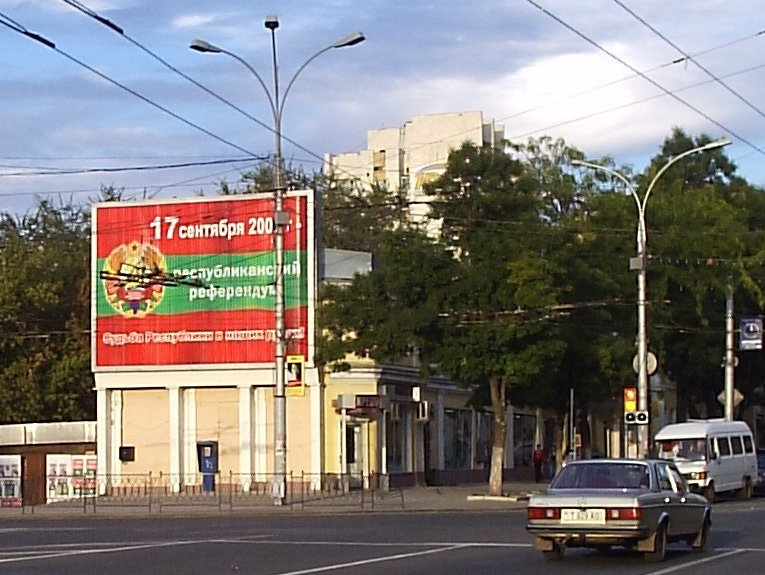
Плакат, що повідомляє про майбутній референдум

17 вересня 2006 року у Придністровській Молдавській Республіці, самопроголошеної держави, яку міжнародна спільнота визнає частиною Республіки Молдови, був проведений референдум про незалежність.
Жителі ПМР мали відповісти на два запитання:
1. Чи підтримуєте Ви курс на незалежність Придністровської Молдавської Республіки та подальше вільне приєднання Придністров'я до Російської Федерації?[1]
2. Чи вважаєте Ви можливою відмову від незалежності Придністровської Молдавської Республіки з подальшим входженням до складу Республіки Молдова?[2]

Щодо першого запитання «за» висловилися 97,1 % придністровців, «проти» — 2,3 %. На друге запитання позитивно відповіли 3,4 % громадян ПМР, негативно — 94,6 %.

## Передісторія
Напередодні референдуму в Придністров'ї було вжито посилених заходів безпеки: міліцію переведено на посилений режим несення служби, у всіх населених пунктах організовано цілодобове патрулювання вулиць пішими та мобільними групами міліції, посилено охорону кордону, проводився ретельніший огляд на митниці. Керівництво «ПМР» вважало такі заходи безпеки виправданими у зв'язку з вибухами в Тирасполі влітку 2006 року.
Керівництво Республіки Молдови, а також Сполучених Штатів Америки, Європейського союзу, Ради Європи, Румунії, України та ОБСЄ заздалегідь заявляли, що не визнають референдум легальним. Про свою підтримку проведення референдуму про незалежність Придністров'я заявив молдавський політик Валерій Клименко, лідер позапарламентської вкрай лівої проросійської партії «Рівноправність».

Водночас Російська Федерація не заявила про визнання легітимності референдуму. МЗС Росії лише закликало не розглядати референдум про незалежність як спробу дестабілізувати ситуацію в регіоні. Міністр закордонних справ Сергій Лавров зазначив, що референдум — це
...напевно, прагнення привернути увагу до того, що ситуація не врегульована.
Він також заявив, що референдум у Придністров'ї є реакцією на блокаду, від якої потерпає економіка та мешканці цього регіону:
До референдуму в Придністров'ї треба ставитися без емоцій, не дозволяти, щоб емоції затулили суть, а суть полягає в необхідності повернутися за стіл переговорів. Я думаю, що до цього є бажання у Придністров'я. Думаю, що в цьому зацікавлена і Молдова.

## Результати референдуму
За офіційними даними Центральної виборчої комісії ПМР, 97,1 % жителів, які брали участь у референдумі 17 вересня, висловилися за незалежність республіки та подальше вільне приєднання її до Російської Федерації. 94,6 % проголосували проти входження Придністров'я до складу Молдови. Такі дані оприлюднив голова Центрвиборчкому ПМР Петро Денисенко.
Активність виборців на референдумі була високою (за уточненими даними ЦВК, 78,6 %), тобто близько 306 тисяч із 389 тисяч осіб. У чотирьох регіонах республіки — Кам'янці, Григоріополі, Слободзеї та Бендерах — явка виборців перевищила позначку у 80 %. Впритул до неї наблизився Тирасполь (виборча активність у придністровській столиці склала 79,85 %).
За словами голови Центрвиборчкому Петра Денисенка, серйозних порушень під час референдуму зафіксовано не було.
| Назва        | Учасники | За незалежність та приєднання до РФ | За незалежність та приєднання до РФ | За приєднання до Молдови | За приєднання до Молдови |
| Назва        | Учасники | За                                  | Проти                               | За                       | Проти                    |
| ------------ | -------- | ----------------------------------- | ----------------------------------- | ------------------------ | ------------------------ |
| Тирасполь    | 79,8 %   | 98,2 %                              | 1,4 %                               | 2,3 %                    | 96,0 %                   |
| Бендери      | 81,0 %   | 96,6 %                              | 2,7 %                               | 3,1 %                    | 95,3 %                   |
| Дубоссари    | 69,2 %   | 94,7 %                              | 4,1 %                               | 5,7 %                    | 91,0 %                   |
| Григоріополь | 81,9 %   | 95,3 %                              | 3,8 %                               | 5,4 %                    | 92,6 %                   |
| Кам'янка     | 81,0 %   | 96,8 %                              | 1,9 %                               | 2,5 %                    | 96,0 %                   |
| Рибниця      | 73,4 %   | 96,9 %                              | 2,3 %                               | 4,3 %                    | 92,3 %                   |
| Слободзея    | 80,6 %   | 97,7 %                              | 2,1 %                               | 3,4 %                    | 95,2 %                   |
| Інші міста   | 78,6 %   | 97,1 %                              | 2,3 %                               | 3,4 %                    | 94,6 %                   |